# قبة غفارية
قبة غفارية (بالفارسية: گنبد غفاریه) هي قبة تاريخية تعود إلى الدولة الإلخانية، وتقع في مراغة.